# グレテ・ハヴネショルド
グレテ・ハヴネショルド（Grete Sofia Havnesköld, 1986年3月10日 - ）は、スウェーデンの女優。グレーテ・ハヴネショルド、グレッテ・ハブネスコルドとも表記される。

## 略歴
1986年、ストックホルム郊外のセーデルテリエで生まれる。5歳の時に、父親が本人には無断で応募したオーディションで500人の中から選ばれ、映画『ロッタちゃんと赤いじてんしゃ』『ロッタちゃん はじめてのおつかい』に主演。10代では映画『セルマとヨハンナ』でセルマ役を務めたほか、ラジオドラマにも出演した。2000年にはかつての出演作『ロッタちゃん』2作品が日本で注目され、『ロッタちゃんと赤いじてんしゃ』公開時には映画会社の招請に応じて日本を訪問した。この時期、陸上競技にも興味を抱いていたが、結局演劇の道を選び、地元の演劇学校で演技を学びなおした後、2006年にはホラー映画『フロストバイト』に出演。舞台演劇や幼児番組などへも活動の幅を広げている。

## 出演作品

### 映画
- プリンセス マヤ[6] Prinsessa (2009)
- Att Återvända (2009)
短編。2006年のスペイン映画『ボルベール〈帰郷〉』のスウェーデン語題名と同じ題名であるが、別の作品である。
- フロストバイト Frostbiten (2006)
- セルマとヨハンナ[7] Selma & Johanna - en roadmovie (1997)
- ロッタちゃん はじめてのおつかい Lotta 2 - Lotta flyttar hemifrån (1993)
- ロッタちゃんと赤いじてんしゃ Lotta på Bråkmakargatan (1992)

### TV
- Barr och Pinne räddar världen (2010)[8]
- Wallander
ヘニング・マンケルの警察小説『クルト・ヴァランダー警部シリーズ』を原作とするテレビドラマ。第22話「Dödsängeln」(2010)に出演。
- Lotta på Bråkmakargatan (1992)

### ラジオ
- En ö i havet (2001)
アニカ・トール『海の島』のラジオドラマ化作品。
- Häxorna (2000)
ロアルド・ダール『魔女がいっぱい』のラジオドラマ化作品。
- Fosterbarn (1999)
- Matilda (1996)
ロアルド・ダール『マチルダはちいさな大天才』のラジオドラマ化作品。

### 舞台作品
- Snövit (2010)[9]
『白雪姫』の翻案作品。
- Om ljuset (2009)
ラーシュ・ノレーン作。
- Kärnfall (2008)[10]
- Sitta kvar (2007)[11]

### CDシングル
- Hajarna (1997)
映画『セルマとヨハンナ』の挿入曲。ヨハンナ役のAnna Sjögrenとの共作。『De bästa barnlåtarna』(1999), 『Musik & Sagor För Alla Barn』(2010)にも収録。

### その他
- Tillbaka till Bråkmakargatan (2005)
『ロッタちゃんと赤いじてんしゃ』『ロッタちゃん はじめてのおつかい』の出演者に対するインタビューで構成されたドキュメンタリー。本人として出演。